# 돈수재
돈수재(遯叟齎)는 경상북도 안동시 길안면 묵계리에 있는 건축물이다. 2016년 11월 3일 안동시의 문화유산 제103호로 지정되었다.

## 지정 사유
돈수재는 안동김씨 장사랑공파 파조 환의 종택으로 김인보가 소산으로 은거하여 거처하던 집에 1637년 현판을 걸었으며 그 후 후손들의 집성촌이 됨에 따라 돈수공 종택이라 하였다. 1817년 홍수로 유실된 후 이듬해 1818년 재건되었으며 그 후 오랜세월을 거치면서 퇴락하여 1949년 중건하였다고 한다.
정면 5칸, 측면 2칸의 겹집으로 마을 뒷산의 경사자락이 끝나는 부분에 넓게 터를 잡은 다음 시멘트 블록담으로 일곽을 형성하였다. 모르타르 마감한 기단 위에 막돌 초석을 놓고 방주를 세운 5량 가 홑처마 팔작지붕집이다.
비교적 늦은 시기에 중건되었으나 전형적인 전통목조 건축의 기법을 잘 따르고 있다는 점에서 중요한 자료로서 가치가 있으므로 안동시 문화유산(유형유산)으로 지정한다.